# Виробництво кави у В'єтнамі

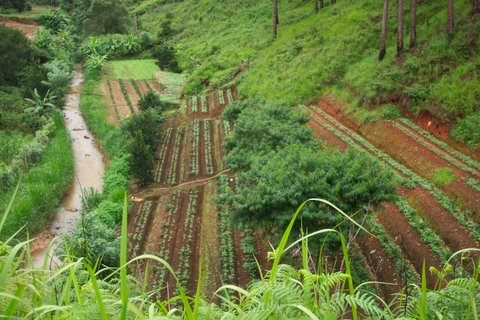
Терасові кавові заводи у В'єтнамі

З початку XX століття виробництво кави було основним джерелом доходу для В'єтнаму. Вперше запроваджена французами у 1857 році в’єтнамська кавова промисловість розвивалася через плантаційну систему та стала головною економічною силою в країні.

## Історія

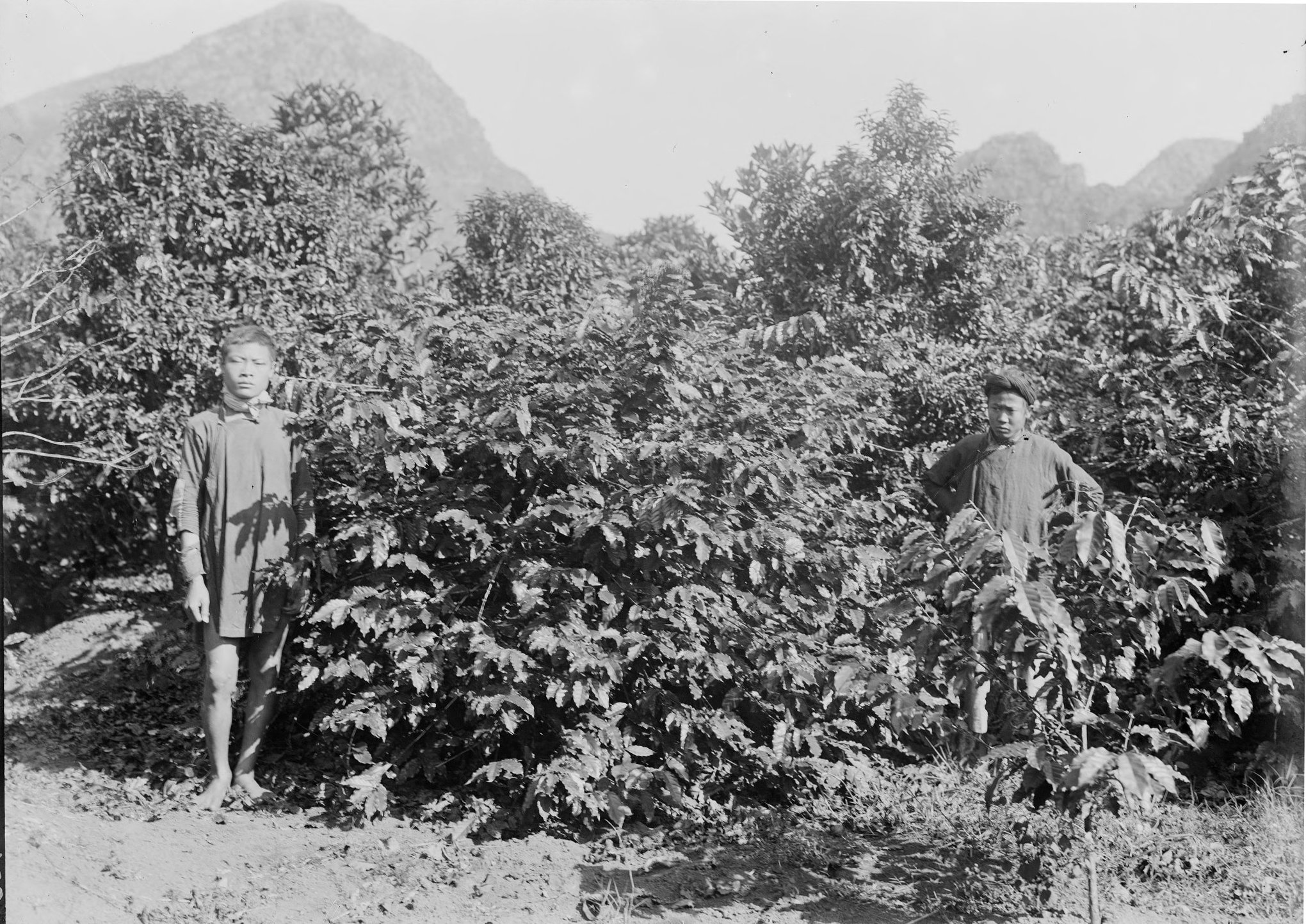
Кавові дерева на плантації Кресонієр поблизу Кешеу. 1898 рік

Вважається, що кавова рослина була вперше завезена до В'єтнаму в 1857 році французькими місіонерами, але перші кавові плантації тут створені лише у 1888 році в провінціях Нінь Бінь і Куен Бінь у Тонкіні. Спочатку почали вирощувати в основному сорт арабіка.
Розквіт виробництва кави припав на початок XX століття. У 1920-х роках французи вирішили відкрити зони виробництва кави в частині Центрального нагір’я, головним чином у провінції Đắk Lắk. За оцінками, до 1930 року щорічно вироблялося 1500 тонн кави на експорт; ця кількість зросла до 2000 тонн на рік до 1940 року.  Перший завод з виробництва розчинної кави, був заснований у Biên Hòa, провінція Dong Nai у 1969 році, з виробничою потужністю 80 тонн на рік.
Співпраця між різними виробниками, а також виробниками та урядом привела до брендування та експорту продукції для роздрібної торгівлі. Однак наприкінці 1970-х років економічні та соціальні реформи призвели до нестачі робочої сили в Центральному нагір’ї, що створило можливості для міграції в ці менш заселені регіони. Цілком ймовірно, що після 1975 року до Центрального нагір’я з перенаселених регіонів мігрувало від чотирьох до п’яти мільйонів людей. 

## Вплив виробництва кави

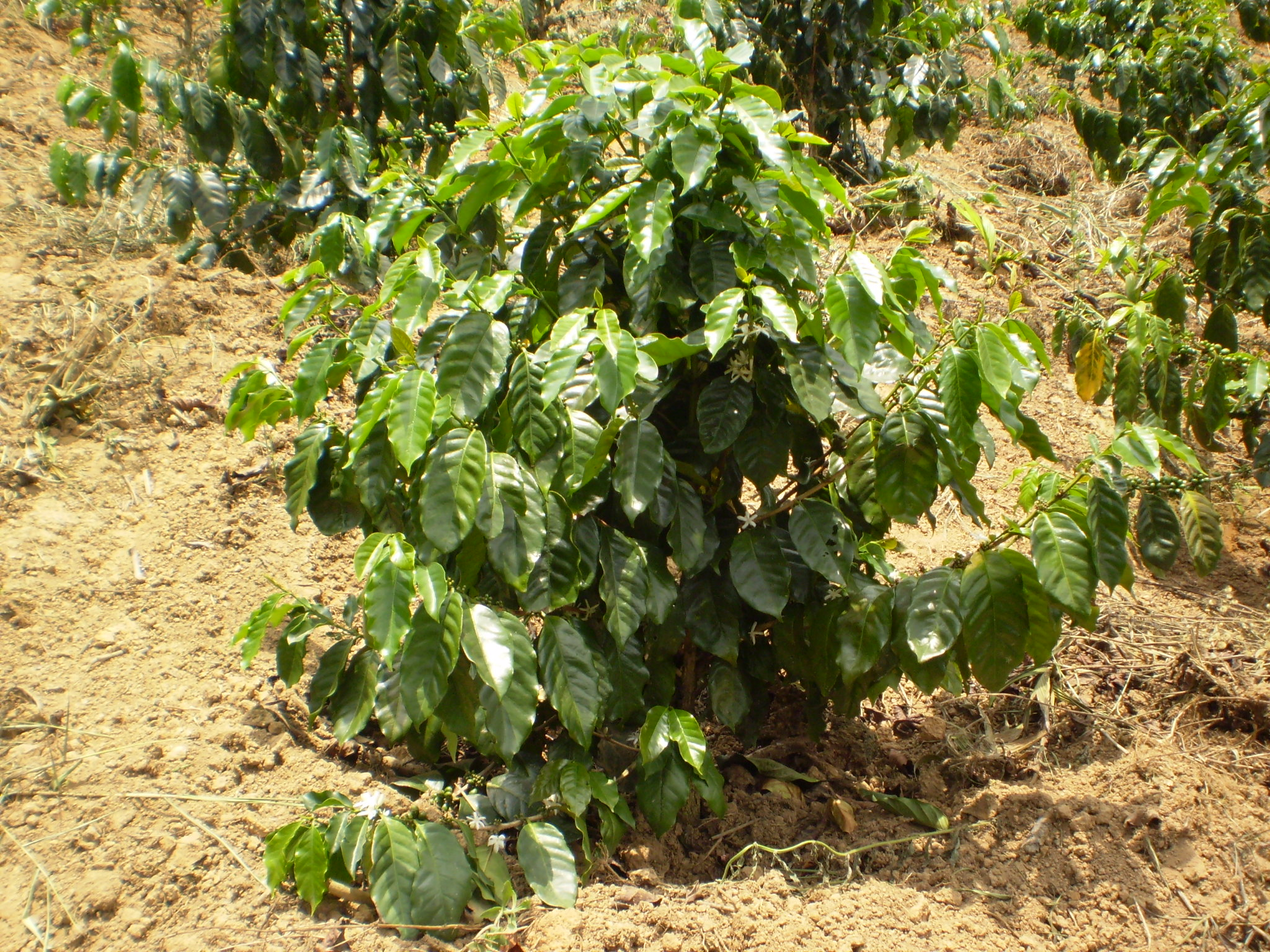
Арабіка у В'єтнамі

В’єтнам є другим за величиною виробником у світі після Бразилії. На сьогодні 97 відсотків загального виробництва припадає на каву робуста.

У 2001 році, коли світова ціна на каву впала, багатьом фермерським домогосподарствам довелося змінити свій раціон або покладатися на пожертвування продуктів харчування від влади. У той час як бум дозволив дітям із сімей із середніми та низькими доходами відвідувати школу, а сім’ям купувати товари для дому, зниження цін на каву змінило це, навіть діти були змушені кинути школи та зайнятися самостійною роботою.

## Глобальний ринок

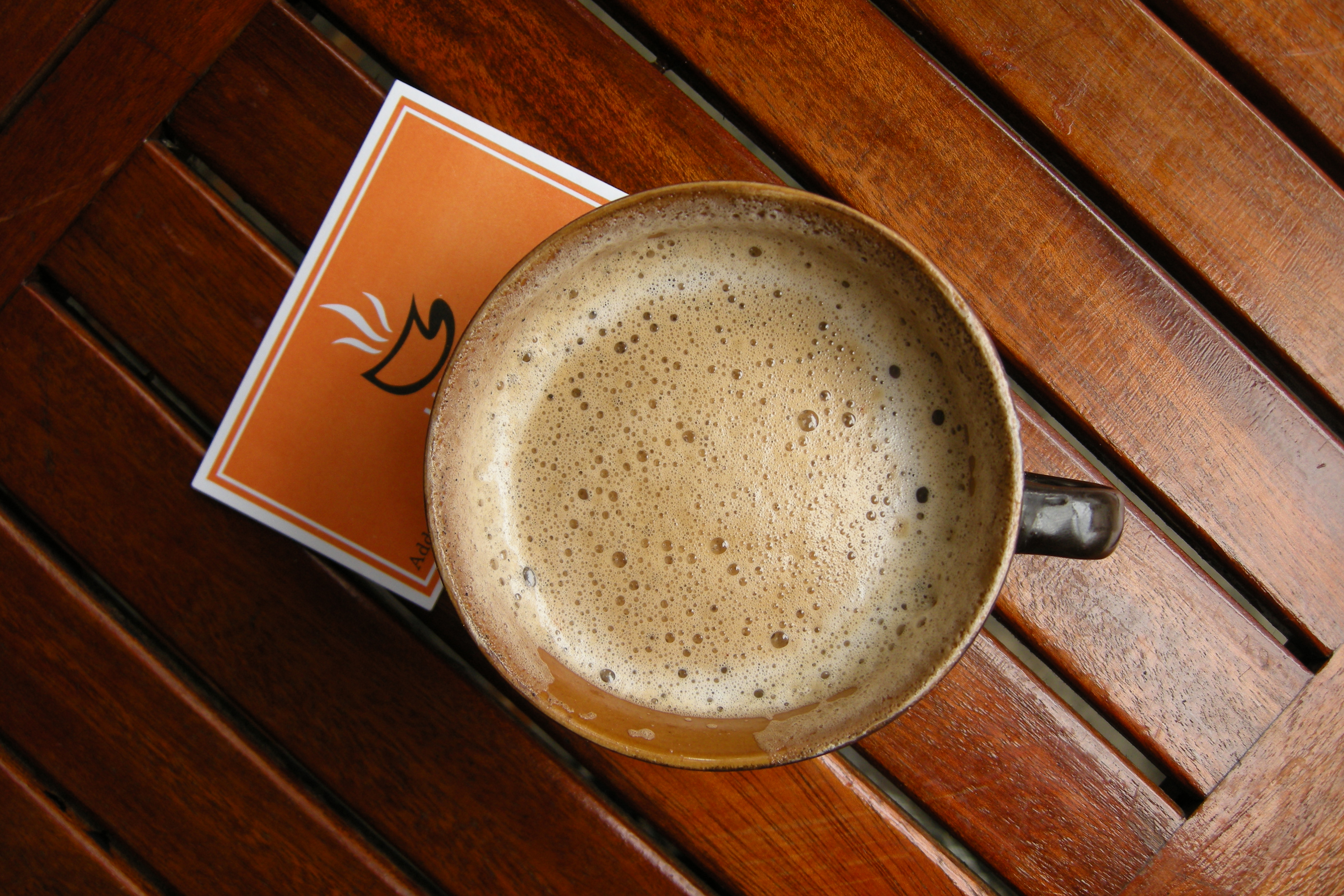
Чашка кави в Ханої.

У 2013 році Starbucks відкрив свій перший магазин у В’єтнамі, чим встановив тенденцію для світових роздрібних торговців.  А вже у 2017 році європейський виробник кафе для гурманів «Boncafé», відкрив свій перший виставковий зал у місті Хошимін разом із високотехнологічною фабрикою з виробництва та експорту кави в місті Бінь Дуонг.
У США каву по-в’єтнамськи іноді плутають із кавою, яку варять у Луїзіані, з французькою смаженою кавою з цикорієм. В’єтнамські іммігранти, які приїхали до штату наприкінці XX століття, почали готувати такий напій, оскільки не могли отримати каву, вирощену у В’єтнамі. Французька смажена кава була схожа на в’єтнамську своїм відносно грубим помелом, що робило її чудовою заміною традиційному заварюванню в одноразовому фільтрі/заварному апараті. У В’єтнамі, однак, кава місцевого виробництва характеризується середньою обсмаженістю і не містить цикорію.

## Внутрішнє споживання

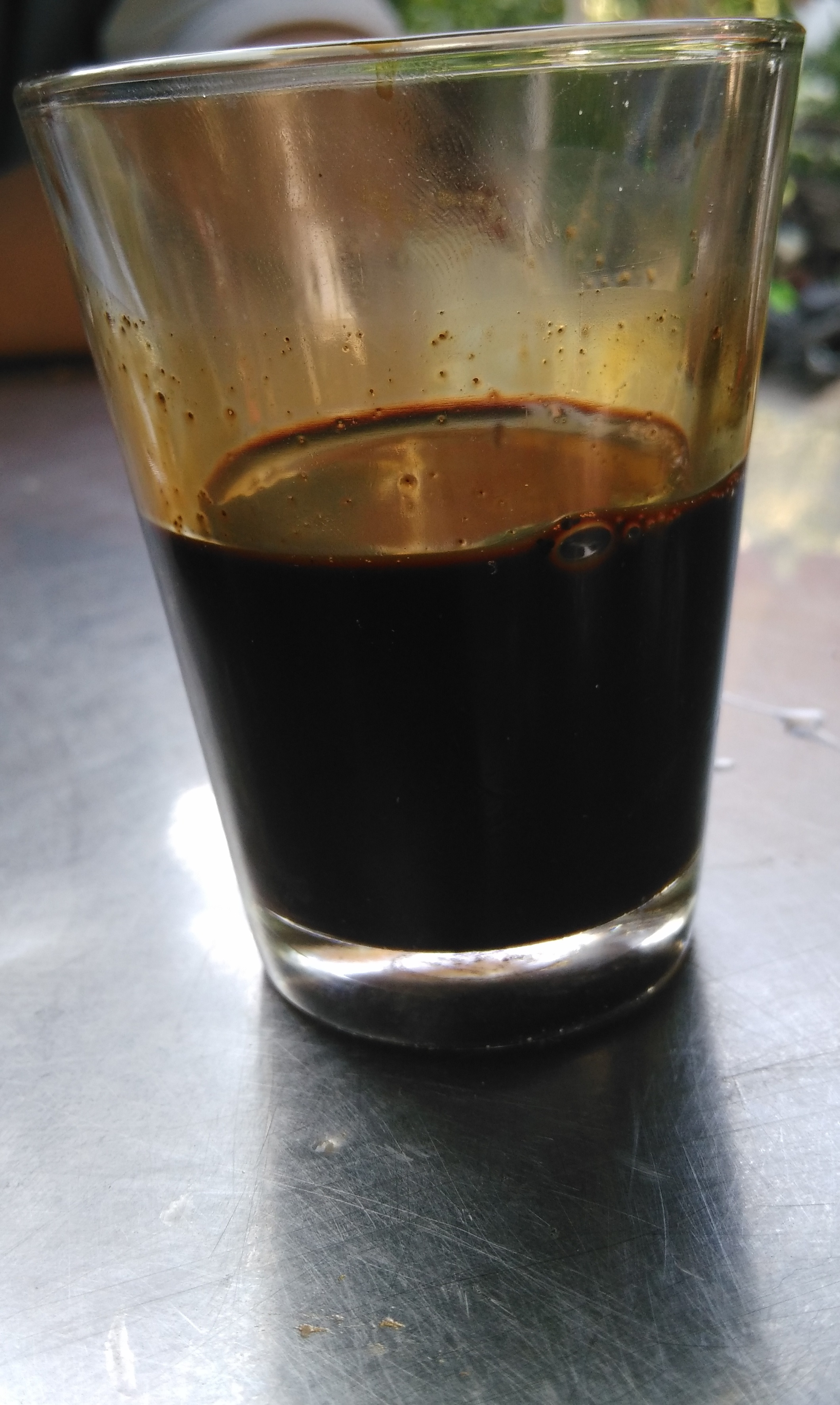
Популярна чашка кави у В'єтнамі

Споживання кави широко поширене у В'єтнамі і є частиною культури. Існує кілька традиційних в'єтнамських рецептів приготування кави: в'єтнамська кава з льодом (традиційний в'єтнамський напій з меленої кави темного обсмажування, який пропускається через фільтр в чашку зі згущеним молоком, після чого в напій додається лід), бак сіу, кава з яйцем, кава з йогуртом, кава з кокосовим морозивом, солона кава. Для заварювання часто використовується плавник, традиційний прес-фільтр, крапельна кавоварка.